# Kingidium
Kingidium é um género botânico pertencente à família das orquídeas (Orchidaceae).